# Kräknötsväxter
Kräknötsväxter (Loganiacea) är en familj av trikolpater som tillhör ordningen Gentianales. I familjen ingår 13 släkten med omkring 420 arter som är hemmahörande i världens tempererade och tropiska områden, framför allt på södra halvklotet.
Kräknötsväxterna är örter, buskar, lianer eller träd. De har vanligen motsatta, enkla blad och tvåkönade blommor.
Tidigare har upp till 29 släkten ingått i familjen, medan vissa botaniker delat upp de nuvarande 13 på så många som fyra familjer: Strychnaceae, Antoniaceae, Spigeliaceae och Loganiaceae. Nyare DNA-forskning av Gentianales visar dock att de 13 släkten som anges i faktarutan är en monofyletisk grupp.